# Луций Невий Аквилин
Луций Невий Аквилин (на латински: Lucius Naevius Aquilinus) е политик и сенатор на Римската империя през 3 век.
Произлиза от фамилията Невии от Италия или Африка, където e clarissimus vir и патрон на Thubursicum-Bure. През 249 г. Аквилин е консул, заедно с Луций Фулвий Гавий Нумизий Емилиан. Вероятно по времето на император Галиен, той става проконсул в провинция Африка.
Аквилин е баща на Невий Балбин Аквилин (легат Karthaginis при баща си) и на Луций Невий Флавий Юлиан Тертул Аквилин.